# Olympische Sommerspiele 1996/Teilnehmer (Tonga)
| Gelbes Symbol für Goldmedaillen mit stilisierten Olympischen Ringen | Graues Symbol für Silbermedaillen mit stilisierten Olympischen Ringen | Braundes Symbol für Bronzemedaillen mit stilisierten Olympischen Ringen |
| ------------------------------------------------------------------- | --------------------------------------------------------------------- | ----------------------------------------------------------------------- |
| —                                                                   | 1                                                                     | —                                                                       |

Tonga nahm an den Olympischen Sommerspielen 1996 in Atlanta, USA, mit einer Delegation von fünf Sportlern (vier Männer und eine Frau) teil.

## Medaillengewinner
Mit einer gewonnenen Silbermedaille belegte das Team Tongas Platz 61 im Medaillenspiegel.

### Silber
| Name           | Sportart | Wettkampf          |
| -------------- | -------- | ------------------ |
| Paea Wolfgramm | Boxen    | Superschwergewicht |

## Teilnehmer nach Sportarten

### Boxen
- Shane Heaps
Weltergewicht: 17. Platz

- Paea Wolfgramm
Superschwergewicht: Silber

### Gewichtheben
- Viliami Tapaatoutai
Mittelschwergewicht: Wettkampf nicht beendet

### Leichtathletik
- Tolutaʻu Koula
100 Meter: Vorläufe

- Ana Siulolo Liku
Frauen, Weitsprung: 28. Platz